# 王梁甫
王梁甫（1920年代約1920至1921年—2013年4月6日），中國河南省內鄉縣人，教育工作者，曾任國立土庫高級商工職業學校、雲林縣立土庫國民中學校長。

## 生平
王梁甫是河南省內鄉縣人，自幼就讀私塾，熟背《論語》、《詩經》等中國古代經典，具有深厚的國學基礎。第二次中日戰爭期間響應中華民國政府「十萬青年十萬軍」號召而加入國民革命軍抗日，中斷在河南省開封師範的學業。1949年隨中華民國政府遷臺後在臺師大完成學業，隨即開始擔任教職。
1968年，王梁甫獲臺灣省政府派任雲林縣立土庫國民中學首任校長。原先是一片荒土的校園在其規劃下，充實教學設備、改善環境，成為當時全雲林縣最大的一所國民中學。1980年，王梁甫調離該校，改任臺灣省立土庫高級商工職業學校（今國立土庫高級商工職業學校）校長。1991年1月，王梁甫屆齡退休。2013年4月6日，王梁甫病逝，享壽92歲。

## 家庭
其妻子林雪瓊任雲林縣立斗南高級中學護士退休；長子王宜仁係中央健保局幹員退休，次子王宜明現為國立彰化師範大學教授。